# Comté d'Eacham
Le comté d'Eacham était une zone d'administration locale sur le plateau d'Atherton dans le nord du Queensland en Australie.
Le comté comprenait les villes de :
- Malanda ;
- Butcher's Creek ;
- Jaggan ;
- Millaa Millaa ;
- Peeramon ;
- Tarzali ;
- Yungaburra.

En mars 2008, il a fusionné avec les comtés d'Atherton, d'Herberton et de Mareeba pour former la région des Tablelands.